# Fiodor Issidorovitch Kouznetsov
Pour les articles homonymes, voir Kouznetsov.
Ne doit pas être confondu avec Vassili Ivanovitch Kouznetsov, Nikolaï Guerassimovitch Kouznetsov ou Alexeï Alexandrovitch Kouznetsov.
Fiodor Issidorovitch Kouznetsov (en russe : Фёдор Исидорович Кузнецов), est un général de division soviétique, né le 29 septembre 1898 et mort le  	
22 mars 1961.

## Biographie
Né au village Balbetchino dans le Gouvernement de Moguilev, dans la famille des paysans, Fiodor Kouznetsov commence sa carrière dans l'Armée impériale russe où il sera élevé au rang de praporshchik (en).
Sorti de l'Académie militaire Frounze en 1926, il y devient chef de la faculté et chef du département en 1935-1938. En 1938, il rejoint les rangs du PCUS. Vétéran de la Guerre d'Hiver, il fut à partir du mois d'août 1940, commandant des forces armées du district militaire du Caucase du Nord et du district militaire balte.
Pendant la Seconde Guerre mondiale, il commande jusqu'au 30 juin 1941 le Front du Nord-Ouest lors des opérations de défense stratégique de la Baltique. Il fut remplacé au début du mois d'août 1941 par le général de brigade Piotr Sobennikov. Lors de la réunion de la Stavka du 12 août 1941, il fut désigné pour commander la 51e Armée. 
De juillet à août 1941, il commanda temporairement le Front central. Il fut temporairement chef d'État major de la 28e Armée, commandant en second du Front Ouest, et commandant de la 61e Armée.
De mars 1942 à juin 1943, il servit en tant qu'officier commandant de l'Académie militaire, et d'août 1943 à février 1944 il fut commandant en second du Front de Volkhov et du Front de Carélie.
De 1945 à 1948, il commanda le district militaire de l'Oural, puis prit sa retraite pour raison médicale.
Mort à Moscou, il est enterré au cimetière de Novodevitchi.

## Sources et références
- (en) Erickson, The Road to Stalingrad, 2003 Cassel Military Paperbacks edition, pp. 198-199, 256.